# GNOME-DB
GNOME-DB è un software libero e Open Source per la creazione e gestione di database e fa parte della suite per l'ufficio GNOME Office.
È multipiattaforma.
Il progetto mira a fornire non un RAD, ma un'architettura di accesso dati unificata e libera per il progetto GNOME verso tutte le piattaforme Unix. GNOME-DB è utile per qualsiasi applicazione che accede a dati persistenti (non solo i database veri e propri, ma dati), dal momento che contiene una API per la gestione dei dati.
Questo approccio verso i dati è l'opposto di quello di un RDBMS di tipo RAD.
GNOME-DB consente di creare database, inserire dati, eseguire interrogazioni al DB (query) e processare i dati.
GNOME-DB, attraverso le librerie libgda, può connettersi a differenti DBMS, tra cui MySQL, PostgreSQL, SQLite (e SQLCipher), MSAccess, Berkeley DB (e la sua estensione SQL), Oracle e JDBC (per accesso verso qualsiasi database attraverso driver JDBC), e progressivamente verso altri tipi di database come Firebird. Possiede apposite funzioni di collegamento verso un database nascosto dietro un server web (attraverso specifici script PHP).
GNOME-DB offre la possibilità di creare delle form per fornire un'interfaccia per interagire con il vostro database (inserimento, modifica, eliminazione dati ecc.), creare dei report in base alle nostre esigenze che possono essere visualizzati e/o stampati.

## Architettura
Come riferisce il sito, il progetto GNOME-DB è costituito dai diversi sottoprogetti:
- libgda: libreria di base, a basso livello che consente l'accesso a basi di dati diversi, come i database server quali Oracle, PostgreSQL, MySQL, file XML di Firebird, dBase, o il server LDAP. Questa libreria non ha alcuna specificità per GNOME, quindi può essere utilizzata in tutti i tipi di applicazioni.
- libgnomedb: libreria (interfaccia grafica) orientata ai database.
- Mergeant: applicazione grafica che permette un facile accesso ai database gestiti da libgda e libgnomedb.

Libgda a sua volta dipende dalle librerie GLib (e si integra con essa), e LibXML, il parser libxml++ C++ per XML.
Libgda's UI extension, l'estensione unificata di interfacciamento di libgda dipende da GTK+;
Libgda's graphical tools, gli strumenti grafici di Libgda, dipendono da GTK+ e, facoltativamente, da GooCanvas e GraphViz.
Per fornire un'architettura completa per lo sviluppo di software di gestione dei dati, molte altre applicazioni utilizzano sia libgda che libgnomedb per l'accesso ai database, come ad es. Abiword, Glade e Glom.